# Flughafen Nowosibirsk-Tolmatschowo

i8
i11
i13
Der Flughafen Nowosibirsk-Tolmatschowo (russisch Аэропорт Толмачёво/ Aeroport Tolmatschowo, IATA-Code: OVB, ICAO-Code: UNNT) ist seit der Schließung von Nowosibirsk-Sewerny im Februar 2011 der einzige Flughafen der drittgrößten russischen Stadt Nowosibirsk, einer Industrie- und Forschungsstadt in Sibirien.

## Geschichte
Der gut 15 km westlich des Stadtzentrums liegende Flughafen wurde am 12. Juli 1957 mit dem ersten Passagierflug einer Tupolew Tu-104 nach Moskau als Erweiterung eines bereits zuvor bestehenden Militärflugplatzes in Betrieb genommen. Bis 1992 gehörte der Flughafen zum Vereinigten Luftfahrtbetrieb Tolmatschowo (Tolmatschowski objedinjonny awiaotrjad) und dem russischen Ministerium für zivile Luftfahrt. 1995 wurde der Flughafen in eine Aktiengesellschaft überführt, an der der russische Staat bis 2011 51 % hielt. Diesen Anteil kaufte Novaport bei einer Privatisierung 2011 für 2,8 Mrd. Rubel. Zusammen mit dem Minderheitsanteil von 38 %, den die Investitionsgesellschaft bereits 2004 erworben hatte, hielt man so über verschiedene Strukturen weit über 80 %. Ende 2015 erhöhte die russische Flughafenbetreibergesellschaft Novaport ihren Anteil am Flughafen auf 100 %.
Der Flughafen Tolmatschowo besitzt zwei 3600 m lange Start- und Landebahnen. Die zweite, im rechten Winkel zur ursprünglichen verlaufende, ging am 25. September 2010 in Betrieb. Das internationale Terminal wurde 1997 eröffnet, eine Erweiterung des alten Inland-Passagierterminals 2006. Es stehen 61 Standplätze für Flugzeuge zur Verfügung.
Der Flughafen war 2002 der erste in Russland, der das ISO-9002-96-Zertifikat erhielt. 2014 verzeichnete der Flughafen über 3,96 Mio. Passagiere. Davon entfielen 1,53 Mio. Passagiere auf internationale Flüge und 2,43 Mio. Passagiere auf nationale Verbindungen.

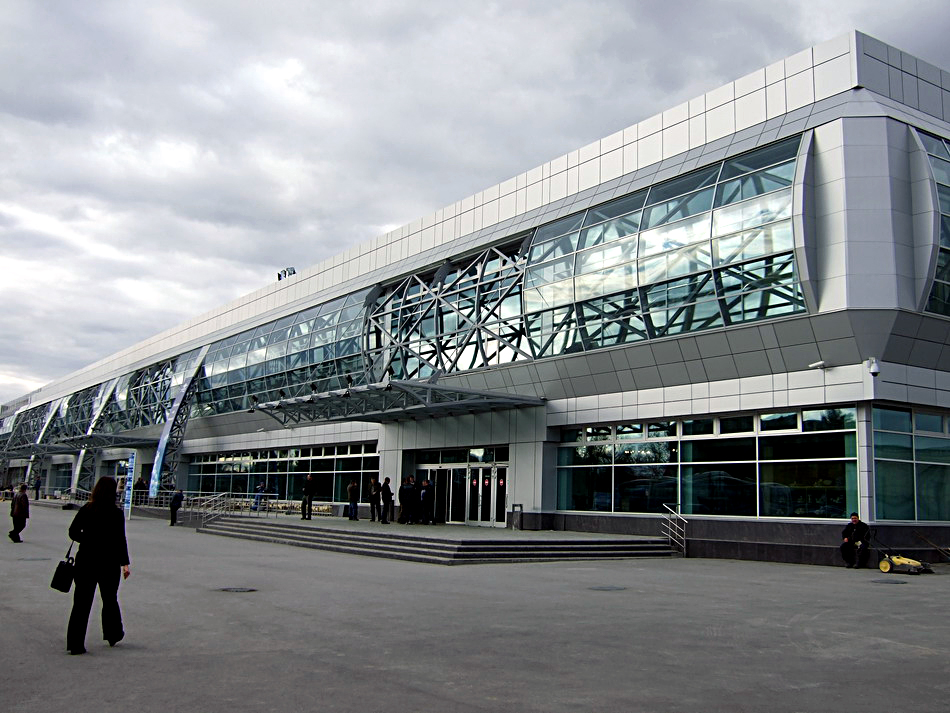
Terminal für Inlandsflüge
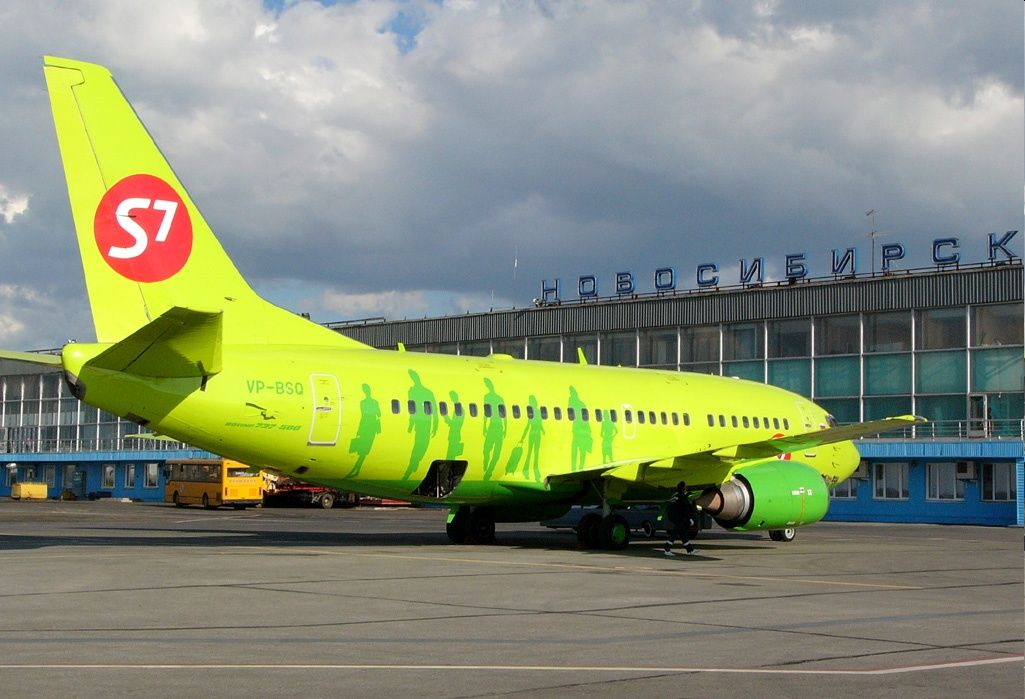
Rückseite des nationalen Terminals

### Ausstellung
Am Flughafen gibt eine Ausstellung mit einer Mi-8 und einer Il-86, einer älteren, sowie einer 2018 übergebenen, wegen einer Notlandung berühmten Tu-154M, sowie der Tupolew Tu-134B, welche am 22. Mai 2019 den letzten regulären Passagierflug einer Tu-134 durchführte und mit 72 Passagieren in Tolmatschowo gelandet war.